# Dinotaps
Dinotaps (Originaltitel: Dinopaws) ist eine britische Animationsserie für Kinder, die zwischen 2012 und 2014 produziert wurde.

## Handlung
Die Serie dreht sich um die drei neugierigen Dinosaurier Gwen, Stegosaurus Bob und T-Rex Toni, die ihre Welt erkunden und Antworten auf ihre Fragen suchen. Unterstützt wird die Handlung durch Sprachwitze und Slapstick.

## Produktion und Veröffentlichung
Die Serie wurde von 2012 bis 2014 im Vereinigten Königreich produziert. Regie führte Harold Harris. Die Musik wurde von Mezzo Music und Itchy Teeth komponiert. Zuständige Produktionsfirmen sind Alliance of Canadian Cinema, Television and Radio Artists (ACTRA), CMF-FMC, Guru Animation Studio. Kindle Entertainment, Laughing Gravy Media und Shaw Rocket Fund.
Erstmals wurde die Serie am 17. Februar 2014 auf CBeebies ausgestrahlt. Die deutsche Erstausstrahlung fand am 8. April 2016 im KiKA statt.

## Episodenliste
| Folgen-Nr. | deutscher Titel                              | englischer Titel                       | deutsche Erstausstrahlung | englische Erstausstrahlung |
| 1          | Das Ding, das rund war                       | The Thing That Was Round               | 8. April 2016             | 17. Februar 2014           |
| 2          | Das Ding, das noch nie jemand gesehen hat    | The Thing We’d Never Seen Before       | 9. April 2016             | 18. Februar 2014           |
| 3          | Das Ding, das allein sein wollte             | The Thing That Wanted To Be Left Alone | 10. April 2016            | 19. Februar 2014           |
| 4          | Das Ding, das hochfiel                       | The Thing That Fell Up                 | 11. April 2016            | 20. Februar 2014           |
| 5          | Das Ding, das herunterfiel                   | The Thing That Fell Down               | 12. April 2016            | 21. Februar 2014           |
| 6          | Das Ding, das man vielleicht behalten sollte | The Thing That Was For Keeping         | 13. April 2016            | 24. Februar 2014           |
| 7          | Das Ding, das kuschelig war                  | The Thing That Was Cosy                | 14. April 2016            | 25. Februar 2014           |
| 8          | Das Ding, mit dem sich Toni sicher fühlte    | The Thing That Made Tony Feel Safe     | 15. April 2016            | 26. Februar 2014           |
| 9          | Das Ding, das wehte                          | The Thing That Blew                    | 16. April 2016            | 27. Februar 2014           |
| 10         | Das Ding, das wackelte                       | The Thing That Wobbled                 | 17. April 2016            | 28. Februar 2014           |
| 11         | Das Ding, das schlafen wollte                | The Thing That Wanted To Sleep         | 18. April 2016            | 24. März 2014              |
| 12         | Das Ding, das tanzte                         | The Thing That Danced                  | 19. April 2016            | 25. März 2014              |
| 13         | Das Ding, das lustig war                     | The Thing That Was Funny               | 20. April 2016            | 26. März 2014              |
| 14         | Das Ding, das fliegen wollte                 | The Thing That Wanted To Fly           | 21. April 2016            | 27. März 2014              |
| 15         | Das Ding, das zurückkam                      | The Thing That Was Coming Back         | 22. April 2016            | 28. März 2014              |
| 16         | Das Ding, das sprach                         | The Thing That Talked                  | 23. April 2016            | 21. April 2014             |
| 17         | Das Ding, das meins war                      | The Thing That Was Mine                | 24. April 2016            | 22. April 2014             |
| 18         | Das Ding, das hochschwang                    | The Thing That Leaped High             | 25. April 2016            | 23. April 2014             |
| 19         | Das Ding, das stimmitierte                   | The Thing That Talked Back             | 26. April 2016            | 24. April 2014             |
| 20         | Das Ding, das gruselig war                   | The Thing That Was Scary               | 27. April 2016            | 25. April 2014             |
| 21         | Das Ding, das kalt war                       | The Thing That Was Cold                | 28. April 2016            | 28. April 2014             |
| 22         | Das Ding, das niemals enden sollte           | The Thing That We Didn’t Want To End   | 29. April 2016            | 29. April 2014             |
| 23         | Das Ding, das uns wach hielt                 | The Thing That Kept Us Awake           | 30. April 2016            | 30. April 2014             |
| 24         | Das Ding, das zerbrach                       | The Thing That Broke                   | 1. Mai 2016               | 1. Mai 2014                |
| 25         | Das Ding, durch das man zuschauen konnte     | The Thing We Looked Through            | 2. Mai 2016               | 2. Mai 2014                |
| 26         | Das Ding, das uns den Weg zeigte             | The Thing That Pointed                 | 3. Mai 2016               | 5. Mai 2014                |
| 27         | Das Ding, das wir essen wollten              | The Thing We Wanted To Eat             | 4. Mai 2016               | 27. Oktober 2014           |
| 28         | Das Ding, das uns rettete                    | The Thing That Rescued Us              | 5. Mai 2016               | 28. Oktober 2014           |
| 29         | Das Ding, das alle überraschte               | The Thing That Was A Surprise          | 6. Mai 2016               | 29. Oktober 2014           |
| 30         | Das Ding, das Bob rief                       | The Thing That Called Bob              | 7. Mai 2016               | 30. Oktober 2014           |
| 31         | Das Ding, das keine Ruhe gab                 | The Thing That Followed                | 8. Mai 2016               | 31. Oktober 2014           |
| 32         | Das Ding, das festsaß                        | The Thing That Was Stuck               | 9. Mai 2016               | 3. November 2014           |
| 33         | Das Ding, das wahrlich alles wusste          | The Thing That Knew Everything         | 10. Mai 2016              | 4. November 2014           |
| 34         | Das Ding, das am mutigsten war               | The Thing That Took Us On An Adventure | 11. Mai 2016              | 5. November 2014           |
| 35         | Das Ding, das wir sein können                | The Thing We Can Be                    | 12. Mai 2016              | 6. November 2014           |
| 36         | Das Ding, das andere Dinge war               | The Thing That Was Other Things        | 13. Mai 2016              | 7. November 2014           |
| 37         | Das Ding, das uns gehörte                    | The Thing That Was Ours                | 14. Mai 2016              | 10. November 2014          |
| 38         | Das Ding, das ganz wundervollst war          | The Thing That Was Wondermost          | 15. Mai 2016              | 11. November 2014          |
| 39         | Das Ding, das fast Toni war                  | The Thing That Was Almost Tony         | 16. Mai 2016              | 12. November 2014          |
| 40         | Das Ding, das wundersthübsch klang           | The Thing That Sounded Lovely          | 17. Mai 2016              | 13. November 2014          |
| 41         | Das Ding, das bestimmte                      | The Thing That Ruled                   | 18. Mai 2016              | 14. November 2014          |
| 42         | Das Ding, das das Beste war                  | The Thing That Was Best                | 19. Mai 2016              |                            |
| 43         | Das Ding, das wir retteten                   | The Thing That We Saved                | 20. Mai 2016              |                            |
| 44         | Das Ding, das wir erschreckten               | The Thing We Scared                    | 21. Mai 2016              |                            |
| 45         | Das Ding, das im Weg war                     | The Thing That Was In The Way          | 22. Mai 2016              |                            |
| 46         | Das Ding, das friedlich und still war        | The Thing That Was Peaceful And Quiet  | 23. Mai 2016              |                            |
| 47         | Das Ding, das irgendwohin ging               | The Things That Went Somewhere         | 24. Mai 2016              |                            |
| 48         | Das Ding, das am Ende der Welt war           | The Thing At The End Of The World      | 25. Mai 2016              |                            |
| 49         | Das Ding, das nicht zu sehen war             | The Thing That Wasn’t There            | 26. Mai 2016              |                            |
| 50         | Das Ding, das sich öffnete und schloss       | The Thing That Was Open And Closey     | 27. Mai 2016              |                            |
| 51         | Das Ding, das uns wärmte                     | The Thing That Shone                   | 28. Mai 2016              |                            |

## Synchronisation
| Rolle          | Originalsprecher | dt. Synchronsprecher |
| -------------- | ---------------- | -------------------- |
| Toni           | Keith Wickham    | Patrick Bach         |
| Gwen (Gesang)  | Amanda Abbington | Eva Thärichen        |
| Gwen (Sprache) | Amanda Abbington | Kerstin Draeger      |
| Bob            | Bob Golding      | Tim Moeseritz        |
| Meggi          |                  | Eva Thärichen        |
| Super-Linda    |                  | Angelina Geisler     |
| Doro           |                  | Nadine Schreier      |
| Schnarchie     |                  | Michael Ernst        |
| Tony Rex       |                  | Heide Ihlenfeld      |